# Symbellia citrea
Symbellia citrea är en insektsart som beskrevs av Heinrich Hugo Karny 1910. Symbellia citrea ingår i släktet Symbellia och familjen Euschmidtiidae. Inga underarter finns listade i Catalogue of Life.